# ویکتور کازای
ویکتور کازای داور مجارستانی متولد ۱۰ سپتامبر ۱۹۷۵ می‌باشد او در سال ۲۰۰۳ به جمع داوران بین‌المللی پیوست.
او تاکنون در رقابت‌های زیر ۲۰ سال جهان، یورو ۲۰۰۸ و در المپیک حضور داشته او در بازی‌های المپیک فینال را سوت زد.
در رقابت‌های جام جهانی او ۴ بازی را سوت زد :
- برزیل با کره شمالی
- مکزیک با اروگوئه
- آمریکا با غنا
- آلمان با اسپانیا